# NGC 2270
NGC 2270 est un amas ouvert, situé dans la constellation de la Licorne. Il a été découvert par l'astronome germano-britannique William Herschel en 1786.
NGC 2270 est à environ 1 400 pc (∼4 570 al) du système solaire et les dernières estimations donnent un âge de 261 millions d'années. La taille apparente de l'amas est de 10 minutes d'arc, ce qui, compte tenu de la distance, donne une taille réelle maximale d'environ 13,3 années-lumière.